# Sedef Avcı
Sedef Avcı (Istambul, 22 de janeiro de 1982) é uma atriz e modelo turca. É conhecida no Brasil por causa do personagem Bahar, da série Ezel, exibida atualmente pela Band.
Medindo 1m79, a bela turca de 34 anos, que já foi comparada a atriz norte-americana Sarah Wayne Callies, é casada há mais de 10 anos com o ator Kıvanç Kasabalı, com quem tem um filho, Can, nascido em 2013.
Apareceu na televisão cedo, em 1997, com apenas 15 anos de idade. O seu retorno à TV, no entanto, só se deu em 2005. Entre 2007 e 2008, protagonizou ao lado de Kıvanç Tatlıtuğ a série "Menekşe ile Halil", pelo Kanal D. No cinema, destacou-se no filme "Romantik Komedi", como Esra, papel que repetiu em 2013, num segundo filme, 4 anos depois. Seu último trabalho foi na série "Bedel", em 2015, pela ATV.